# Андриивка
Андриивка (на украински: Андріївка) е селище от градски тип в Южна Украйна, Бердянски район на Запорожка област. Основано е през 1809 година. Населението му е около 3307 души.